# المقطوعة (الرجم)

تعديل مصدري - تعديل

المقطوعة هي إحدى قرى عزلة بني البدي بمديرية الرجم التابعة لمحافظة المحويت، بلغ تعداد سكانها 107 نسمة حسب تعداد اليمن لعام 2004.